# Englitazone
Englitazone là một tác nhân hạ đường huyết của lớp thiazolidinedione (glitazone).